# NGC 5761
NGC 5761 ist eine 12,4 mag helle Linsenförmige Galaxie vom Hubble-Typ S0 im Sternbild Waage und etwa 184 Millionen Lichtjahre von der Milchstraße entfernt. 
Sie wurde im Jahr 1886 von Francis Leavenworth entdeckt.